# Karl Leister
Karl Leister (Wilhelmshaven, Alemania, 15 de junio de 1937) es un clarinetista clásico alemán. A una edad muy temprana, aprendió a tocar el clarinete con su padre, también clarinetista, estudiando después en la Hochschule fur Musik de Berlín. Poco después, siendo aún muy joven, fue aceptado en la prestigiosa Komische Oper Berlin bajo Václav Neumann y Walter Felsenstein como solista de clarinete.
En 1959, Leister se unió a la Orquesta Filarmónica de Berlín bajo la batuta de Herbert von Karajan, el cual actualmente ya está muerto, trabajó durante buena parte de su vida. En ese periodo, llegó a ser internacionalmente reconocido como el mayor solista y músico de cámara de su tiempo. Fue uno de los fundadores de la Bläser der Berliner Philharmoniker, que realizó un gran número de grabaciones clásicas –incluyendo el Quinteto para clarinete en Si menor, opus 115 de Johannes Brahms. Al mismo tiempo, cofundó el Ensemble Wien-Berlin.
En 1977, durante el Festival de Berlín, interpretó el famoso Concierto para Clarinete de Aaron Copland, un momento grandioso, entre otras cosas, porque contó con el compositor en la dirección.
La creación de la Academia de la Orquesta Filarmónica de Berlín por Karajan permitió a Leister enseñar música a toda una generación de nuevos clarinetistas y músicos. 
Leister es actualmente Profesor de la Academia de Música Hanns Eisler de Berlín, y ha publicado un libro titulado Un cuarto de Siglo con la Filarmónica de Berlín, donde relata su experiencia en dicha orquesta.